# Guillermo Carracedo Robelo

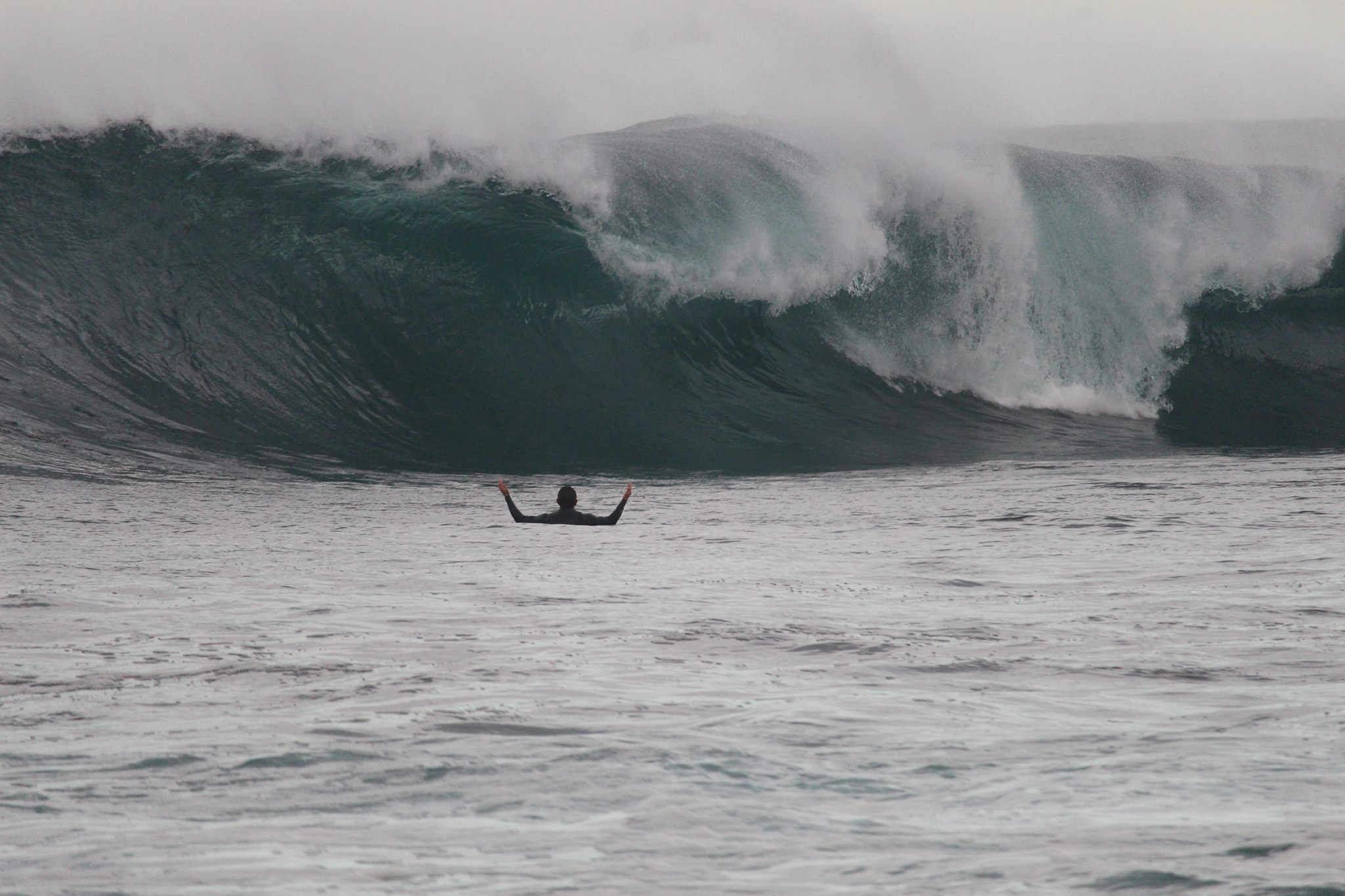
Guillermo Carracedo en una ola.

Guillermo Carracedo Robelo Siregar, nacido en Santiago de Compostela el 5 de agosto de 1993, es un surfista y médico gallego.

## Trayectoria
Titulado en medicina por la Universidad de Santiago de Compostela. Es conocido por sus resultados tanto a nivel nacional como internacional en la modalidad surf de remo. Se proclamó en 2019 subcampeón del mundo con la selección española y campeón de España absoluto, repitiendo este último título en 2020. En 2022 alcanzó su mejor resultado, siendo campeón de europa Absoluto.

## Palmarés
- Campeón de Europa de Paddle Surf en 2022.
- 5 veces Campeón de España de Paddle Surf en 2014,2019,2020, 2021 y 2022.
- Subcampeón del mundo con la selección española en el mundial Isa 2019 y 2022
- 5º en el mundial Isa 2019 y 2023 individual
- 2º en el mundial Isa 2023 con la selección española